# Montserrat del Amo
Montserrat del Amo Gili (Madrid, 15 de enero  de 1927-Madrid, 26 de febrero de 2015)

## Biografía
Licenciada en Filosofía y Letras, en la especialidad de Literatura Hispánica por la Universidad Complutense de Madrid y titulada Mercantil con el grado de Perito. Ejerció de profesora de Lengua y Literatura en niveles de BUP y COU, aunque con anterioridad trabajaba en diversos puestos como contable, impresora, oficinista, etc. que le permitían compaginar literatura y trabajo.
En 1986 deja la docencia para dedicarse solamente a su creación literaria. Se ha dedicado especialmente a la literatura infantil y juvenil de creación, escribe también teatro, ensayo e historia, con más de 50 obras publicadas. Entre sus obras de teatro destaca El nudo, que supuso una pequeña revolución en el ámbito de la literatura infantil, por el uso de estructuras contrastadas con más voluntad de sugerencia que de sentido explícito y de recursos como la página en blanco.
Realizó colaboraciones literarias en numerosas revistas especializadas. Dos de sus obras fueron adaptadas a la televisión, Patio corredor y Zuecos y naranjas. El cuento poético La noche se estrenó en Madrid en un concierto de la Orquesta Sinfónica de Radiotelevisión Española (música del compositor José de la Vega) en 1994.
Impartió cursos, numerosas charlas y conferencias sobre la literatura para niños y la narración oral. También realizó técnica de animación a la lectura para profesores y bibliotecarios.
Participó en Encuentros con Escritores de Literatura Infantil y Juvenil organizados por el Instituto Cervantes (Nueva York 1993, Toulouse 1998, Chicago 200).
Dirigió el curso sobre el Auge de la Literatura Infantil y Juvenil en los Cursos de Verano de El Escorial, Universidad Complutense de Madrid (1998). Participó en El Maratón de Cuentos de la Biblioteca Pública de Guadalajara (2000) y en Encuentro Autor-Lector en Casas de Cultura, Bibliotecas y Centro de Enseñanza y actos de Narración Oral en el Retiro de Madrid (2001).
Adicionalmente, tenía especial interés por la pintura y fue aficionada a la caligrafía. 
Realizó frecuentes viajes por Europa, África, América y Asia. En Alemania (Colonia, Dortmund, Remscheid, Solingen y Essen), por ejemplo, realizó una serie de actos para hijos de emigrantes españoles (1988-1989).

## Obra
- Misión diplomática. Madrid: Escelicer, 1950.
- El osito Niki. Ilust. de M.ª Luisa Butler. Madrid: Escelicer, 1950.
- Gustavo el grumete. Madrid: Escelicer, 1952.
- Montaña de luz. Ilust. de M.ª Luisa Butler. Madrid: Escelicer. 1953.
- Patio de corina berrocal'. Madrid: Escelicer, 1956. Premio Abril y Mayo.
- Rastro de Dios. Ilust. de Dora Roda. Madrid: Cid, 1960. Premio Lazarillo
- Mi primera comunión. Cid, 1961.
- El sentao y los reyes. Cid, 1961.
- Se ha perdido el Sentao. Cid, 1962.
- A dos mil kilómetros. Madrid: Santillana, 1963.
- Alarma en el tren. Juventud, 1971.
- Aparecen los Block. Juventud, 1971.
- Velero de tierra y mar. Ilust. de M.ª Ángeles Ruiz de la Prada. Madrid: Magisterio Español, 1972.
- Los Block descifran la clave. Juventud, 1972.
- Zuecos y naranjas (teatro). Ilustr. de Armand Muntés. Barcelona: La Galera, 1972. Premio Doncel.
- Los Block y la bicicleta fantasma. Juventud, 1973.
- Juana de Arco. Afha Internacional, 1973.
- Festival Block. Juventud, 1973.
- Pistas para los Block. Juventud, 1974.
- Los Block se embarcan. Juventud, 1975.
- La torre. Ilust. de Miguel Ángel Pacheco. Valladolid: Miñón, 1975.
- Excavaciones Block. Juventud, 1979.
- Zuecos y naranjas (cuento). Ilust. de Asun Balzola. Barcelona: La Galera, 1981.
- El nudo. Ilust. de María Rius. Barcelona: Juventud, 1980. Premio Nacional de literatura infantil y juvenil.
- Cuentos para bailar. Ilust. de Arcadio Lobato. Barcelona: Noguer, 1982.
- La fiesta. Edebé, 1982. Accésit del Premio de Teatro para la Infancia y la Juventud.
- Esclops i taronges. La Galera, 1982.
- Tres caminos. Ilust. de Ángel Esteban. Valladolid: Miñón, 1983.
- El fuego y el oro. Ilust. de Juan R. Alonso Díaz-Toledo. Barcelona: Noguer, 1984.
- Me gusta escribir. Fundación Germán Sánchez Ruipérez, 1985. Disponible la versión de Castilla y León, de Cantabria y de Andalucía.
- Cuentos para contar. Ilust. de Jesús Gabán. Barcelona: Noguer, 1986.
- Nuri i el seu cat, la. Juventud, 1986.
- Chitina y su gato. Juventud, 1986. Premio CCEI al Mejor Libro del Año.
- La piedra de toque. SM, 1987. También disponible en gallego y en catalán.
- Montes, pájaros y amigos. Ilust. de Luis García. Madrid: Anaya, 1987.
- Comba, Lectura de 5 EGB. Teide, 1987.
- La encrucijada. SM, 1987. Segundo Premio Gran Angular.
- Historia mínima de Madrid. El Avapiés, 1987.
- Rastro de Dios y otros cuentos. SM, 1987.
- La casa pintada. Ilust. de Francisco Solé. Madrid: SM, 1990. Seleccionada por la Fundación Germán Sánchez Ruipérez como una de las cien mejores obras de la literatura infantil española del siglo XX. Segundo Premio Barco de Vapor. Premio CCEI al Mejor Libro del Año 1991.
- La constante respuesta: Pedro Bienvenido Noailles: su vida y su obra. Publicaciones Claretianas, 1990.
- En Tomeu, a la seva manera. Brúxola, 1990.
- Tranquilino, Rey. Ilustr. de Juan Ramón Alonso. Barcelona: Noguer, 1990.
- Soñado mar. Susaeta, 1990.
- Compañero de sueños. Bruño, 1992.
- Érase una vez... San Sebastián de los Reyes. Aderal Tres, 1992.
- Ganadora de el autor mas leído del año por El Complutense 1993
- La cometa verde. Ilustr. de Nivio López Vigil. Zaragoza: Edelvives, 1996.
- Cañas Cortázar. 1996.
- Mao Tiang, pelos tiesos. Ilustr. de Fátima García. Madrid: Bruño, 1997. Disponible en gallego.
- El abrazo del Nilo. Bruño 1997.
- Álvaro a su aire. Ilustr. de M.ª Luisa Torcida. Madrid: Bruño, 1998.
- La piedra y el agua. Noguer, 2000.
- Ring, ring. Ilust. de Ana Azpeitia. Madrid: Espasa-Calpe, 2002.
- Patio de corredor. Bruño, 2002. Premio Abril y Mayo. Lista de Honor del Premio Andersen.
- Los Hilos cortados. Espasa Libros, 2002.
- La reina de los mares. Ilust. de Tesa González. Alhambra Pearson. Madrid, 2003.
- Los Block. Canal Fan, 2003.
- Al pasar la barca. Ilust. de Tesa González. Alhambra Pearson. Madrid, 2004.
- Cucú, cantaba la rana. Ilust. de Tesa González. Alhambra Pearson. Madrid, 2006.
- Animal de compañía. Dylar, 2006.
- Al alimón, que se ha roto la fuente. Ilust. de Tesa González. Alhambra Pearson. Madrid, 2007.
- ¡Siempre toca!.Bruño, 2007.
- El bambú resiste la riada. Bruño, 2008.
- El Cocherito leré. Pearson Alhambra,2009.
- Tengo una muñeca vestida de azul . Pearson Alhambra, 2009.
- Piel de León: cuentos para bailar. Planeta, 2010.
- El río robado. SM, 2010.
- Andanzas de Rosaura y Segismundo. Bruño, 2011.
- Andanzas del Cid Campeador. Bruño, 2011.
- Historias de osos. Cuentos para contar. Planeta, 2011.
- Las Brit del 38.

## Obra profesional -no ficción-
- La hora del cuento (1964) Servicio Nacional de Lectura.
- Literatura oral y niño de hoy. Congreso de IBBY (1982, Cambridge).
- La experiencia lectora. Asociación Española de Amigos del Libro Infantil y Juvenil (1985) N.1 P.21-23.
- La narración oral. (1989) Trípala -Trápala. Revista de literatura infantil.
- Montserrat del Amo. CLIJ. Cuadernos de literatura infantil y juvenil (1992) Barcelona. N.38 P.23.
- La pequeña. CLIJ. Cuadernos de literatura infantil y juvenil. (1992) N.41 P.7-9.
- La narración oral y la lectura en voz alta como técnicas de animación a la lectura. (2005) Dirección General de Publicaciones.
- Al querido lector (2008). Lazarillo. N19 P.115-122.
- Montserrat del Amo. CLIJ. Cuadernos de literatura infantil y juvenil (2008) Barcelona. N.214 P.55-56.
- Cuentos contados. (2006) Ediciones SM.

## Obras traducidas
Al inglés:
- The Nile's embrace (El abrazo del Nilo). Nairobi: Focus Publications, 1994.

Al portugués:
- A pedra de toque (La piedra de toque). Sao Paulo: Ediçoes Paulinas, 1989 (Brasil).
- A casa Pintada (La casa pintada). Sao Paulo: Ediçoes Paulinas, 1992 (Brasil).
- Rasto de Deus (Rastro de Dios). Lisboa: Ediçoes Paulinas, 1997 (Portugal).

Al catalán:
- El nus (El nudo). Barcelona: Juventud, 1980.
- Esclops y taronges (Zuecos y naranjas). Barcelona: La Galera, 1981.
- Muntanyes, ocells y amics (Montes, pájaros y amigos). Madrid: Anaya, 1989.
- En Tomeu, a la seva manera (Álvaro a su aire). Barcelona: Brúixola, 1997.

Al gallego:
- Montes, paxaros y amigos (Montes, pájaros y amigos). Madrid: Anaya, 1990.
- Mao Tiang Pelos Tesos. Ilustr. de Fátima García. Bruño. Madrid, 1998.

Al alemán:
- Nueland (La Encrucijada). Baden-Baden: Signal-Verlag, 1986.

## Premios
- 1956: abril y mayo: Patio de Corredor.[2]
- 1958: Lista de Honor del Hans Christian Andersen por Patio de Corredor.
- 1960: Lazarillo por Rastro de Dios.
- 1969: Doncel por Zuecos y naranjas.
- 1970: Asociación Española de Teatro Infantil y Juvenil por La fiesta.
- 1970: Hucha de Plata por Las reglas del juego
- 1971: CCEI al Mejor Libro del Año por Chitina y su gato.
- 1974: Nuevo Futuro por La torre.
- 1978: Nacional de Literatura por El nudo.
- 1979: Nominación para el Premio Internacional Hans Christian Andersen.
- 1991: CCEI al Mejor Libro del Año por La casa pintada.
- 1993: [Premio Cervantes Chico de literatura Infantil y Juvenil] por el conjunto de su obra.
- 2007: Premio Iberoamericano de Literatura Infantil y Juvenil Ediciones SM,  por el conjunto de su obra.